# 대붕기 전국고교야구대회
대붕기 전국고교야구대회(大鵬旗全國高校野球大會)는 1979년부터 대한야구협회와 매일신문사가 주최하고, 대구시민운동장 야구장에서 열리는 전국 규모의 고교야구대회이다. 2011년 고교야구 주말리그의 출범으로 황금사자기, 청룡기, 대통령배 대회만이 남음에 따라 폐지가 확정되었다.

## 역대 우승학교 및 최우수선수
| 회수 | 연도 | 우승학교        | 최우수선수         | 준우승학교 |
| ---- | ---- | --------------- | ------------------ | ---------- |
| 1회  | 1979 | 배재고          | 김현찬(배재고)     | 인천고     |
| 2회  | 1980 | 세광고          | 민문식(세광고)     | 인천고     |
| 3회  | 1981 | 대구고          | 이성근(대구고)     | 군산상고   |
| 4회  | 1982 | 경북고          | 류중일(경북고)     | 세광고     |
| 5회  | 1983 | 대구고          | 홍성연(대구고)     | 경북고     |
| 6회  | 1984 | 대구고          | 이준형(대구고)     | 충암고     |
| 7회  | 1985 | 대구고          | 강현철(대구고)     | 대전고     |
| 8회  | 1986 | 보성고          | 명태윤(보성고)     | 동산고     |
| 9회  | 1987 | 대구고          | 김상엽(대구고)     | 부산고     |
| 10회 | 1988 | 대구상고        | 최한길(대구상고)   | 경북고     |
| 11회 | 1989 | 세광고          | 유연신(세광고)     | 경북고     |
| 12회 | 1990 | 대구상고        | 허삼영(대구상고)   | 천안북일고 |
| 13회 | 1991 | 천안북일고      | 이근수(천안북일고) | 경북고     |
| 14회 | 1992 | 신일고          | 백재호(신일고)     | 진흥고     |
| 15회 | 1993 | 신일고          | 김형기(신일고)     | 마산상고   |
| 16회 | 1994 | 경북고          | 신성필(경북고)     | 세광고     |
| 17회 | 1995 | 광주상고        | 조흥준(광주상고)   | 부천고     |
| 18회 | 1996 | 경동고          | 전용종(경동고)     | 광주일고   |
| 19회 | 1997 | 대구고          | 김진웅(대구고)     | 효천고     |
| 20회 | 1998 | 전주고          | 최경철(전주고)     | 경북고     |
| 21회 | 1999 | 경기고          | 홍상혁(경기고)     | 경북고     |
| 22회 | 2000 | 동산고          | 정상호(동산고)     | 대전고     |
| 23회 | 2001 | 용마고          | 전성환(용마고)     | 대구상고   |
| 24회 | 2002 | 경북고          | 최종성(경북고)     | 서울고     |
| 25회 | 2003 | 대구고          | 정대희(대구고)     | 세광고     |
| 26회 | 2004 | 용마고 · 동산고 | -                  | -          |
| 27회 | 2005 | 상원고          | 유선정(상원고)     | 유신고     |
| 28회 | 2006 | 대구고          | 김동명(대구고)     | 천안북일고 |
| 29회 | 2007 | 성남고          | 송만수(성남고)     | 전주고     |
| 30회 | 2008 | 인천고          | 강지광(인천고)     | 성남고     |
| 31회 | 2009 | 대구상원고      | 김정수(대구상원고) | 경북고     |
| 32회 | 2010 | 대구상원고      | 배진호(대구상원고) | 대구고     |

1. ↑  26회 대회는 결승전 재경기가 우천으로 노 게임이 선언되면서 공동우승 처리됨.

## 기록
- 최다 우승교 : 대구고등학교 (8회)
- 3연속 우승교 : 대구고등학교 (1983~1985년)
- 2연속 우승교 : 신일고등학교 (1992~1993년)